# Lac Faguy
Pour les articles homonymes, voir Faguy.
Le lac Faguy est un plan d'eau douce situé du côté Est du réservoir Gouin, dans le territoire de la ville de La Tuque, dans la région administrative de la Mauricie, dans la province de Québec, au Canada.
Ce plan d’eau s’étend entièrement dans le canton de Faguy.
Les activités récréotouristiques constituent la principale activité économique du secteur. La foresterie arrive en second.
Diverses routes forestières secondaires desservent les alentours du Lac Faguy pour accommoder les activités récréotouristiques et la foresterie de la rive Est du réservoir Gouin. Ces routes forestières se connectent à l’Est à la route 450 qui passe à l’Est du lac Faguy et qui relie vers le Sud le barrage Gouin et le barrage La Loutre. Cette route passe sur le barrage Carpe Rouge, situé à l’embouchure du lac Levasseur (rivière Faguy).
La surface du Lac Faguy est habituellement gelée de la mi-novembre à la fin avril, toutefois la circulation sécuritaire sur la glace se fait généralement du début décembre à la fin de mars.

## Géographie
Les bassins versants voisins du Lac Faguy sont :
- côté nord : lac du Cajeux, rivière Wabano Ouest, lac Berlinguet, ruisseau Little, ruisseau Berlinguet ;
- côté est : rivière Faguy, rivière Wabano, ruisseau Frégeau, rivière Cécile ;
- côté sud : rivière Faguy, lac Levasseur (rivière Faguy), rivière Wabano, rivière au Vison, baie Kikendatch, rivière Saint-Maurice ;
- côté ouest : rivière au Vison, rivière au Vison Ouest, lac Brochu (réservoir Gouin), lac du Déserteur, lac Déziel (réservoir Gouin).

Le lac Faguy s’approvisionne de cinq décharges de lacs. D’une longueur de 4,2 km, le lac Faguy est entouré de montagnes dont :
- côté Nord-Est : une montagne (sommet de 641 m) à 3,6 km de la rive ;
- côté Sud : une montagne (sommet de 487 m) à 2,0 km de la rive.

L’embouchure du Lac Faguy est située sur la rive Est à :
- 4,9 km au Nord-Ouest de l’embouchure de la rivière Faguy ;
- 14,9 km au Nord de l’embouchure de la rivière Wabano ;
- 22,0 km au Nord-Est du barrage Gouin ;
- 75,2 km au Nord-Ouest du centre du village de Wemotaci (rive Nord de la rivière Saint-Maurice) ;
- 156 km au Nord-Ouest du centre-ville de La Tuque ;
- 271 km au Nord-Ouest de l’embouchure de la rivière Saint-Maurice (confluence avec le fleuve Saint-Laurent à Trois-Rivières)[1].

À partir de l’embouchure du Lac Faguy, le courant coule sur 16,5 km vers le Sud par la rivière Faguy et 13,0 km vers le Sud-Ouest par la rivière Wabano. Cette dernière se déverse en aval du barrage La Loutre. À partir de cette embouchure, le courant emprunte la rivière Saint-Maurice jusqu’à Trois-Rivières.

## Toponymie
Ce toponyme évoque l’œuvre de vie de François-Xavier Faguy (1853-1911) qui a été ordonné prêtre en 1879 par monseigneur Alexandre Taschereau. Faguy a occupé les fonctions de professeur au Petit Séminaire de Québec (1879-1883), de vicaire à Charlesbourg (1883), à Saint-Jean-Baptiste (1883-1885) et à Saint-Roch (1885-1887), avant de devenir curé de Notre-Dame-de-Québec en 1888, probablement jusqu'à sa mort. En 1906, il a été nommé prélat domestique.
Le toponyme "Lac Faguy" a été officialisé le 5 décembre 1968 par la Commission de toponymie du Québec, soit à la création de cette commission.